# Гаттон (Північна Дакота)
Гаттон (англ. Hatton) — місто (англ. city) в США, в окрузі Трейлл штату Північна Дакота. Населення — 712 особи (2020).

## Географія
Гаттон розташований за координатами 47°38′13″ пн. ш. 97°27′32″ зх. д. / 47.63694° пн. ш. 97.45889° зх. д. (47.636973, -97.458764).  За даними Бюро перепису населення США в 2010 році місто мало площу 1,58 км², уся площа — суходіл. В 2017 році площа становила 1,44 км², уся площа — суходіл.

## Демографія
Згідно з переписом 2010 року, у місті мешкало 777 осіб у 343 домогосподарствах у складі 202 родин. Густота населення становила 490 осіб/км².  Було 394 помешкання (249/км²).
Расовий склад населення:
| - 97,6 % — білих - 0,4 % — корінних американців - 0,1 % — азіатів |

До двох чи більше рас належало 1,9 %. Частка іспаномовних становила 2,1 % від усіх жителів.
За віковим діапазоном населення розподілялося таким чином: 22,8 % — особи молодші 18 років, 53,6 % — особи у віці 18—64 років, 23,6 % — особи у віці 65 років та старші. Медіана віку мешканця становила 45,3 року. На 100 осіб жіночої статі у місті припадало 92,3 чоловіків;  на 100 жінок у віці від 18 років та старших — 82,4 чоловіків також старших 18 років.
Середній дохід на одне домашнє господарство  становив 49 082 долари США (медіана — 42 396), а середній дохід на одну сім'ю — 62 107 доларів (медіана — 50 938). Медіана доходів становила 45 893 долари для чоловіків та 30 104 долари для жінок. За межею бідності перебувало 14,9 % осіб, у тому числі 21,5 % дітей у віці до 18 років та 15,7 % осіб у віці 65 років та старших.
Цивільне працевлаштоване населення становило 285 осіб. Основні галузі зайнятості: освіта, охорона здоров'я та соціальна допомога — 40,7 %, оптова торгівля — 10,2 %, роздрібна торгівля — 9,5 %, сільське господарство, лісництво, риболовля — 9,5 %.